# Micranthemum callitrichoides
Micranthemum callitrichoides är en tvåhjärtbladig växtart som först beskrevs av August Heinrich Rudolf Grisebach, och fick sitt nu gällande namn av John Wright. Micranthemum callitrichoides ingår i släktet Micranthemum och familjen Linderniaceae. Inga underarter finns listade i Catalogue of Life.